# Овчинникова, Ирина Григорьевна
Ири́на Григо́рьевна Овчи́нникова, урождённая Зельдич (1930 — 29 апреля 2009) — педагог и журналист, обозреватель «Известий».

## Биография
Родители Ирины Зельдич были репрессированы. Отец Григорий Самойлович Зельдич (1903—1937) работал начальником 20-го (инструментального) цеха завода № 194 в Ленинграде. Арестован 4 марта 1937 года по обвинению по статьям 58-7, 58-8, 58-11 УК РСФСР. 8 мая 1937 года на выездной сессии Военной коллегии Верховного суда СССР в городе Ленинграде приговорён к расстрелу, на следующий день приговор приведён в исполнение. Мать — Софья Ильинична Зельдич, урождённая ? (1905—1998) была арестована 25 августа 1937 как ЧСИР, 23 сентября 1937 года приговорена к 8 годам ИТЛ. С 13 ноября 1937 находилась в Томском отделении Сиблага, 26 сентября 1939 переведена в Севвостлаг, 26 августа 1945 освобождена, 21 сентября 1954 судимость снята, 13 февраля 1956 года реабилитирована.
По словам институтской подруги Ирины, Н. В. Туговой, когда родителей арестовали, Ирину взяла на воспитание тётя, которой пришлось разойтись с мужем из-за того, что она приютила дочь «врагов народа». Валерий Храпов излагает эту историю иначе. После ареста родителей семилетняя Ирина попала в детский дом, но бабушке со стороны мамы удалось её оттуда забрать и увезти в Москву. В 1947 году Софья Ильинична вернулась с Колымы в центральную Россию и поселилась вместе с Ириной в Переславле, но оттуда им пришлось бежать во время начавшихся повторных арестов, жили в деревне под Загорском. В 1952 Ирина получила распределение в Калугу и к ней перебралась мама.
В Московской школе Ирина Зельдич училась в том числе у К. А. Круковской, то есть знакомство семьи Овчинниковых началось с этой известной учительницей задолго до появления 2-й физико-математической школы. С 1947 по 1952 И. Г. Зельдич училась на литфаке МГПИ им. Ленина. В 1954 году в Москве вышла замуж за знакомого по институту Владимира Овчинникова, в тот момент сотрудника ЦК ВЛКСМ, и взяла его фамилию
До 1965 года преподавала литературу в 45-й школе города Москвы, вскоре ставшей специальной английской. По мнению одного из учеников:
Она требовала, чтобы в этих характеристиках писалась правда, а не гладкие обычные слова. По этому ли поводу, или по другому, но произошел конфликт, родители встали на дыбы, и Ирина Григорьевна после нашего выпуска в 1965 году ушла.
Писать статьи на темы образования и педагогики начала ещё, работая в школе. В 1965 году её пригласили на работу в отдел школ и вузов «Известий», занимавший тогда важное место в этой газете.

Специальным корреспондентом, а позднее обозревателем И. Г. Овчинникова проработала в «Известиях» до 1995 года, то есть 30 лет. Как позднее вспоминали коллеги-известинцы: 
Её яркий общественный темперамент проявлялся и в творчестве, и в жизни. Свои позиции она отстаивала бескомпромиссно и решительно, была нетерпима к двоемыслию, косности, равнодушию. Её острого языка побаивались, выступления в газете вызывали много откликов. Она любила работу с читательскими письмами, находила в них темы для командировок, нередко заканчивавшихся "гвоздевыми" корреспонденциями и очерками.
Скончалась вечером 29 апреля 2009 года, 2 мая похоронена на Хованском кладбище.

## Семья
- Муж (с 1954[6]) — Владимир Фёдорович Овчинников (1928—2020) — известный педагог, основатель и многолетний директор московской 2-й физ.-мат. школы[8][2].
  - Дочь — Олеся. Внучка Анна. Правнук Антон.

## Публикации

### Книги
- Овчинникова И. Г. Что такое хорошая школа. — Москва : Знание, 1977. — 94 с.
- Овчинникова И. Г. Простые истины: О ком. морали. — Москва : Знание, 1985. — 64 с.
- Овчинникова И. Г. Позывные добра: очерки — Москва : Известия, 1985. — 126 с.
- Овчинникова И. Г., Бестужев-Лада И. В. «Будь гражданин!» Факторы риска. — Москва : Знание, 1989. — 191 с.
- Овчинникова И. Г. «Осторожно: дети». М. Известия. 1990. 176 с.

### Статьи
- Овчинникова И. Г. «Громкая слава тихой школы», («Известия» 31.12.1971 г.);
- Овчинникова Ирина. Единственный защитник ребенка. // «Известия» 17.05.1995
- Сериков Владислав, Овчинникова Ирина // Известия. 1988. 1 мая; 1992. 22 июня; (воспоминания о детском доме для детей «врагов народа»)
- Овчинникова И. Г. // Московские новости, 6 сентября 1992 (о разгроме 2-й школы)